# Lagune von Grado

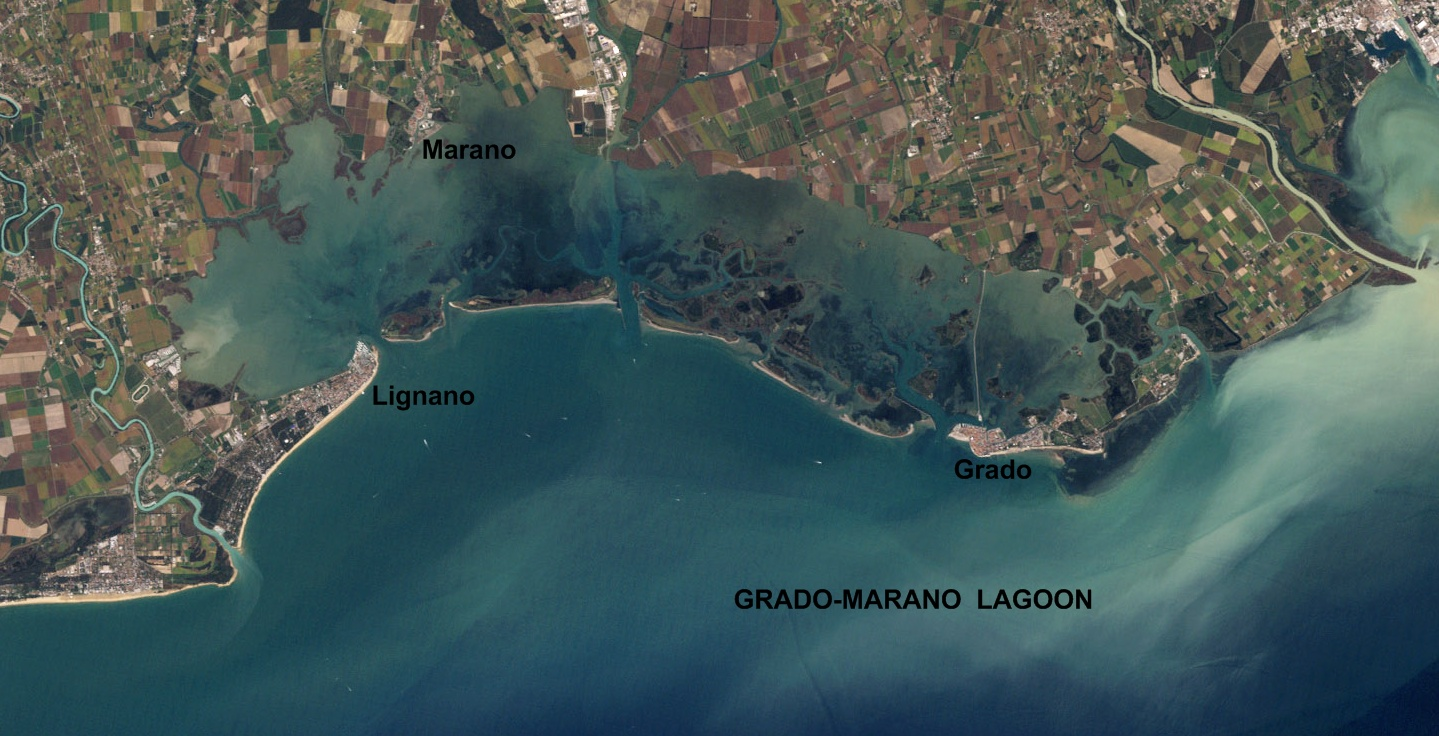
Luftbild der Lagune von Grado und der Lagune von Marano, 2010

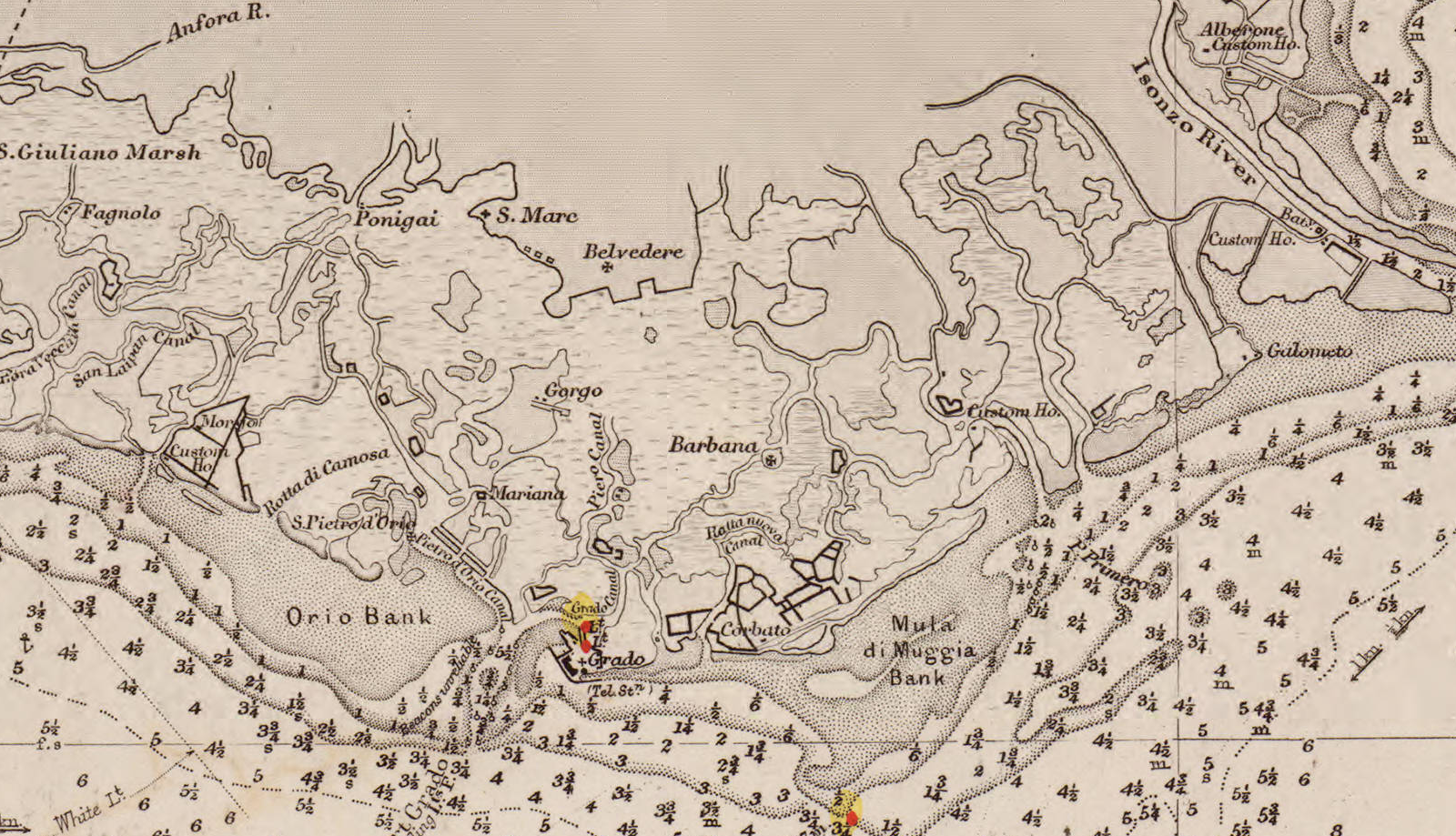
Karte der Lagune von 1879 (Ausschnitt)

Die Lagune von Grado, im örtlichen Dialekt Gravo, ist eine Lagune am äußersten Nordende der Adria. Ihren Namen trägt sie nach der Stadt Grado, einer italienischen Gemeinde mit wenig mehr als 8000 Einwohnern. Das Gewässer erstreckt sich über eine Küstenstrecke von 25 km von Fossalon di Grado bis zur Insel Anfora in Höhe der Flussmündungen von Ausa und Corno. Es umfasst eine Fläche von etwa 90 km²; zusammen mit der sich westwärts anschließenden Lagune von Marano umfasst die Lagune sogar 160 km². Die Tiefe des Gewässers schwankt zwischen 40 cm bei Ebbe und 80 cm bei Flut. Innerhalb der Lagune befinden sich etwa 30 Inseln.
Üblicherweise wird bei der Gradenser Lagune zwischen einem östlichen Teil, der palù de sora, und einem westlichen Teil, der palù de soto unterschieden, wobei eine 1936 fertiggestellte Straße die beiden Teile trennt.

## Lage, Gliederung

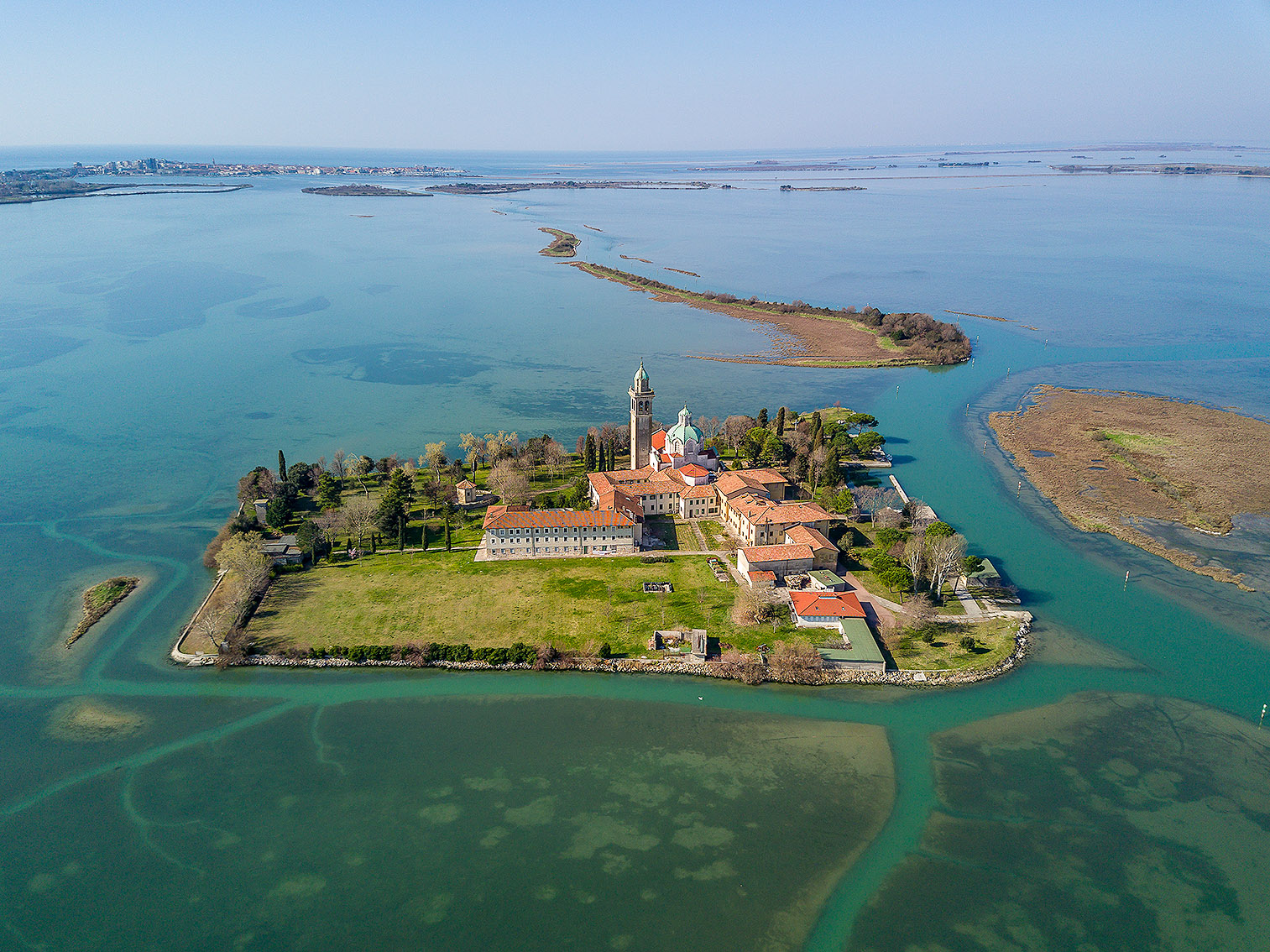
Barbana in der Lagune von Grado

Der als palù de soto bekannte Westteil bildet den größeren Teil der Lagune; dort befinden sich die meisten Inseln und Kanäle. In der östlichen palù de sora befindet sich mit Barbana die größte Insel. Die Inseln der Lagune sind von West nach Ost: Isola Marinetta und di Sant'Andrea, Portobuso, während im Osten die größeren Inseln die Isola Bavaiarina und Gorgo bilden, dann erst folgt die Insel Grado – über eine Straße mit dem Festland verbunden – mit dem kleineren Le Cove, nördlich davon Barbana. Auf San Pietro d'Orio befand sich über Jahrhunderte ein Kloster. Ravaiarina und Gorgo, wo sich eine Kirche befand, stellten im Ersten Weltkrieg Luftwaffenstützpunkte dar. Die weiter westlich gelegene Insel Isola di Morgo wies bis vor wenigen Jahrzehnten eine umfangreiche Agrarproduktion auf, die ganz im Westen gelegene Insel Anfora stellte 1866 die Grenze zwischen Italien und Österreich-Ungarn dar. Auf Barbana ganz im Osten befand sich eine Gemeinde der Minderbrüder.

## Geologie
Während des letzten Maximums der Gletscherausdehnung erreichte auch der Tagliamento-Gletscher um 17.000–16.000 v. Chr. seine maximale Ausdehnung. Die Schmelzwässer bildeten die späteren Flüsse Corno, Cormor und Torre sowie den Tagliamento, der einen bis zu zwei Kilometer breiten Fluss darstellte, der sich 25 bis 30 Meter tief in die Fan-Landschaft eingrub. Der Gletscher hinterließ ein ausgedehntes Endmoränensystem. Hingegen endete der Isonzo-Gletscher bereits oberhalb von Görz. Der Piave-Gletscher teilte sich im unteren Bereich in einen östlichen Arm, der dem Val Lapisina folgte und die Ebene bei Vittorio Veneto erreichte, und einen westlichen Arm, der dem heutigen Fluss Piavetal folgte. Dort entstanden 12 km oberhalb der Ebene ebenfalls Endmoränen. Der Brenta-Gletscher schließlich endete wahrscheinlich nahe Valstagna etwa 10 km oberhalb der Talöffnung bei Bassano.

## Ökologie
Die Lagune von Grado gilt als eines der am besten erhaltenen Feuchtgebiete des gesamten Mittelmeerraumes. Allerdings gibt es einen erheblichen Eintrag von Nitrogenen aus menschlicher Aktivität, der jedoch beinahe durch die ausgeprägten Gezeiten kompensiert wird, so dass die Stoffe ganz überwiegend in die Adria gelangen, und keine Anreicherung zu erkennen ist. Während die Belastungen durch Schwermetalle im Allgemeinen lithogener Natur sind, gilt dies nicht für Quecksilber, das vor allem durch die Minen um Idrija eingetragen wird, also über die Flussläufe aus Slowenien in die Lagune geschwemmt wird.

## Geschichte

### Vorschriftliche Geschichte (ab 4000/3000–1100 v. Chr.)
Die Besiedlung der Lagune reichte, wie schon lange aus den Quellen bekannt ist, mindestens bis in die Spätantike zurück. Die Straße, die in der Römerzeit Aquileia mit seinem Hafen Grado verband, liegt heute überwiegend unter Wasser. Als die Langobarden ab 568 damit begannen, Oberitalien zu erobern, zog sich der Patriarch von Aquileia nach Grado zurück, was zu einem langen Streit um den Sitz des Patriarchats führte. Schließlich wurde Grado selbst zum Sitz eines eigenen Patriarchats, nämlich des Patriarchats von Grado.
Die Lagune entstand jedoch deutlich früher, wie archäologische Untersuchungen erwiesen, durch die die Entstehung in die Zeit zwischen 4000 und 3500 v. Chr. datiert werden konnte. Zu dieser Zeit lag der Meeresspiegel etwa 4 m tiefer als heute, nur wenige Siedlungsstellen aus vorantiker Zeit sind bekannt. Um 1800 v. Chr. lag dieser Spiegel bei etwa −3,0 bis −2,7 m unter dem heutigen. Dieser Anstieg setzte sich fort, so dass um 1250 bis 1100 v. Chr. mit einem Niveau von −2,0 bis +0,6 m zu rechnen ist. Zu dieser Zeit, am Ende der Späten Bronzezeit, wurden die Siedlungen in der Lagune aufgegeben. Der Meeresspiegel kann allerdings nicht als Ursache verifiziert werden, so dass nach anderen Ursachen natürlicher oder gesellschaftlicher Art gesucht wird.

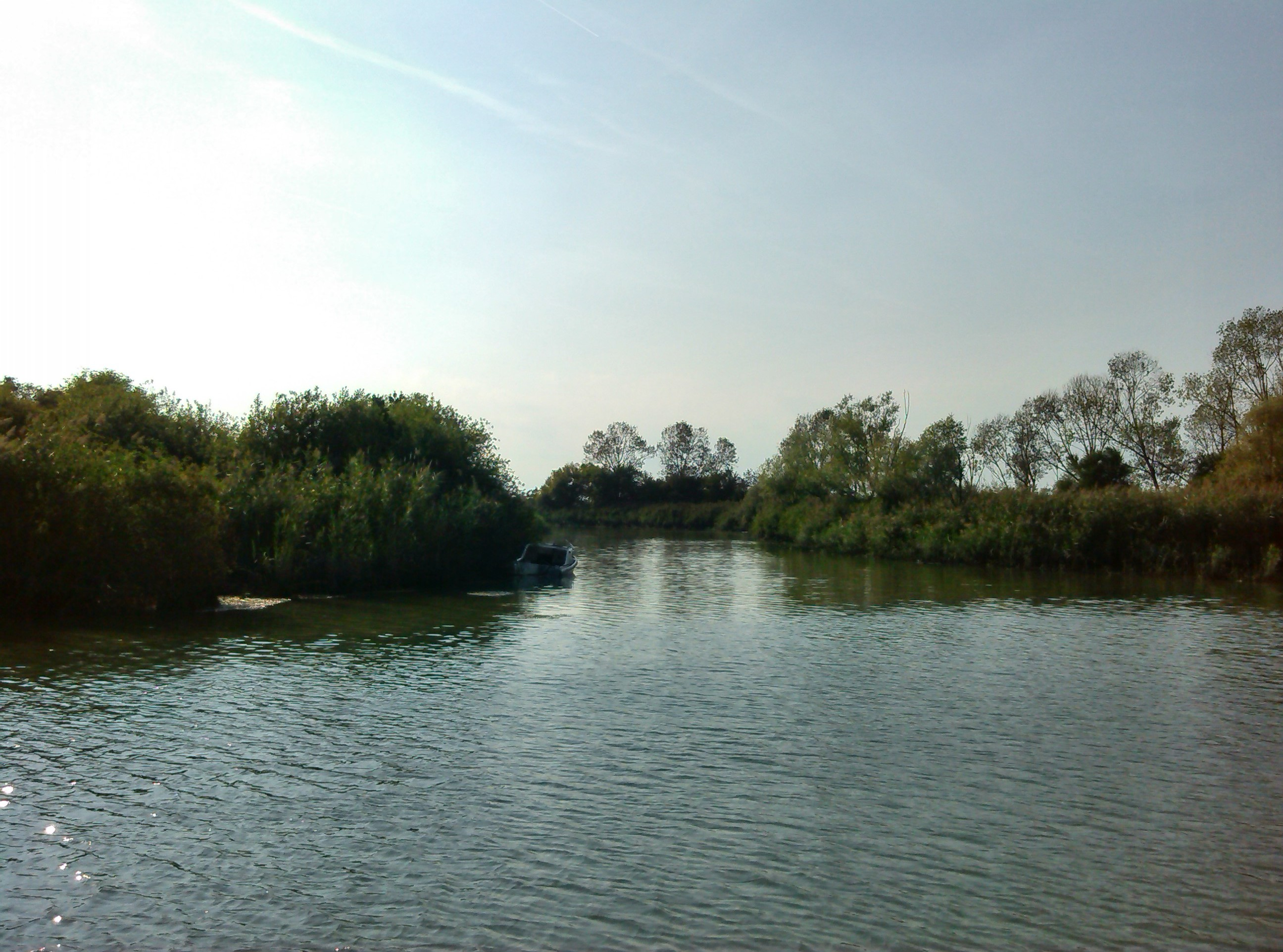
Blick auf den Canale Anfora nördlich der Lagune

Noch weiter zurück reichen die Siedlungsspuren wenig nördlich der Lagune, wo sich Spuren bis in das Mesolithikum zurückverfolgen lassen. Im September 2013 begannen neue Grabungen am Canale Anfora, località Ca' Baredi, einem Kanal, der mindestens bis in römische Zeit zurückreicht; die dortige Siedlung über einem einstigen Flusslauf entstand bereits um 3000 v. Chr. Die Ansiedlung geschah mit Weitblick und mit Kenntnissen über Überschwemmungen sowie über Bewässerungsmöglichkeiten, was den Bau von Kanälen und Gräben einschloss. Wahrscheinlich existierte in den höheren Lagen Landbau, während in den tieferen Lagen Vieh gehalten wurde. Hinzu kamen Fischfang und das Sammeln von Mollusken.

### Römische Zeit (1. bis 5. Jahrhundert), Ostgotenreich, Ostrom (ab ca. 540)
Die heutige Lagune war in römischer Zeit weitgehend verlandet und reichte einige Kilometer in die Adria hinein; dabei bestand das Gebiet aus einer weiten Ebene mit einer Reihe von Hügeln. Die Mehrzahl der Siedlungsfunde stammt von diesen Erhöhungen. Von den etwa 20 nachgewiesenen Fundstätten auf dem Gebiet der heutigen Lagune waren 14 bereits um 2000 untersucht. Ein Seitenarm des Isonzo, verstärkt durch den Zusammenfluss von Natiso cum Turro (an dem Aquileias Hafen lag), durchzog die Ebene, wobei einige dieser Flussarme und Rinnsale noch heute als Kanäle genutzt werden.
Das 181 v. Chr. gegründete Aquileia, die neuntgrößte Stadt des Imperiums, dominierte das Umland und die Lagune, über die es einen ganzjährigen, weiträumigen Handel bis Ravenna betrieb, der über die Lagunenkette von Grado, Marano, Caorle, Venedig und Comacchio abgewickelt werden konnte, aber auch über Straßen, wie die 131 v. Chr. gebaute Via Annia, die bis nach Adria reichte. Der Natiso war wiederum für Handelsschiffe etwa 13 km über Aquileia hinaus nordwärts schiffbar; über einen weiteren Wasserweg ging es bis nach Noreia. Als der Natiso verlandete, wurden die Waren mit Karren verfrachtet. Diese Wege und die Lagunen waren in einem Gebiet, das aufgrund seiner natürlichen Bedingungen als „hafenlos“ galt, wie schon Livius (X 2, 4) und Strabo (VII 5, 1) feststellten, von großer Bedeutung. Über die Adria war das Gebiet wiederum mit dem gesamten Mittelmeerraum verbunden. Dementsprechend fanden sich in der Verlängerung der Wasserwege, etwa dem Fluss Stella, römische Schiffe, darunter die Stella 1 (entdeckt 1981, 1. Jahrhundert n. Chr.), Caorle 1 (2. Jahrhundert v. Chr.) und Grado 2 (entdeckt 2000, 3. Jahrhundert v. Chr.), die 2011 und 2012 ausgegraben wurden.
Von der Insel Barbana stammen sechs Inschriften, drei Begräbnisstätten, aber auch zwei Kapitelle; von größerer Bedeutung war der Ort vom 2./3. bis zum 5. Jahrhundert. Im Gebiet von Tapo Rabante und Le Cove fanden sich ausschließlich Siedlungsreste, darunter Mosaiken. Das Gebiet um Sant'Agata-San Gottardo war wohl Standort eines Hafens, möglicherweise mit direktem Zugang zum Meer, sowie Uferbefestigungen von mehreren hundert Metern Länge. Zahlreiche weitere römische Spuren fanden sich auf den Inseln Parnpagnola-fondale del Groto, Gorgo, Villa Nova und Morsano entlang der Straße nach Aquileia, und zwar in Form von Werkstätten, Lagern, Hafenanlagen und Nekropolen. Auch fanden sich Münzen der Kaiser Constantin und Gallienus, die allerdings nur im Inventar des Museums von Aquileia erscheinen. Die Insel Marina di Macia lag offenbar am Meer und zugleich an einem der Flussläufe, die Richtung Aquileia führten. Dort befand sich ein großes Zwischenlager, wo Waren, die über die Adria ankamen, umgeladen wurden, ebenso wie Waren aus dem Hinterland zwecks Verfrachtung über See.

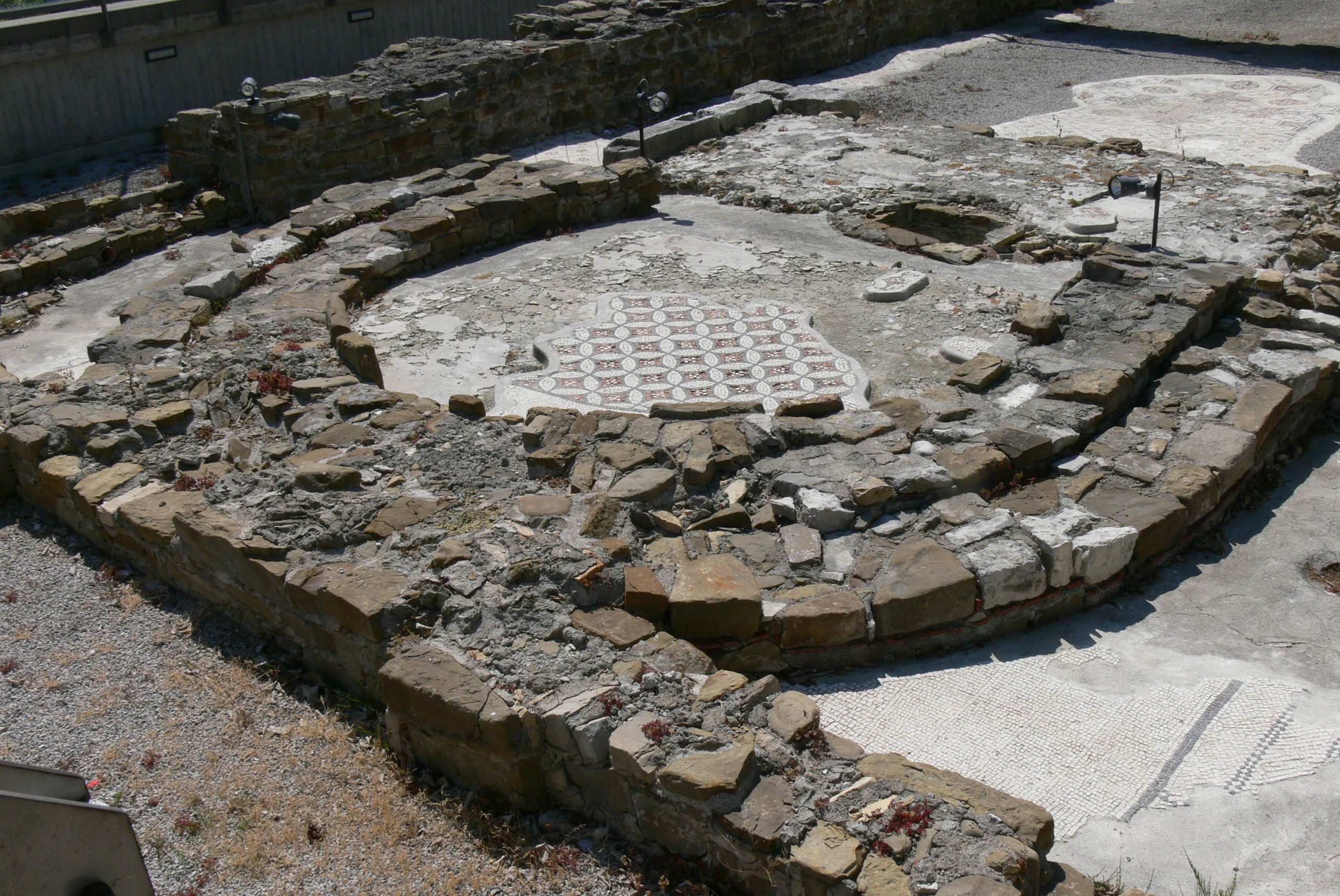
Reste der Basilika San Giovanni (4.–6. Jahrhundert)

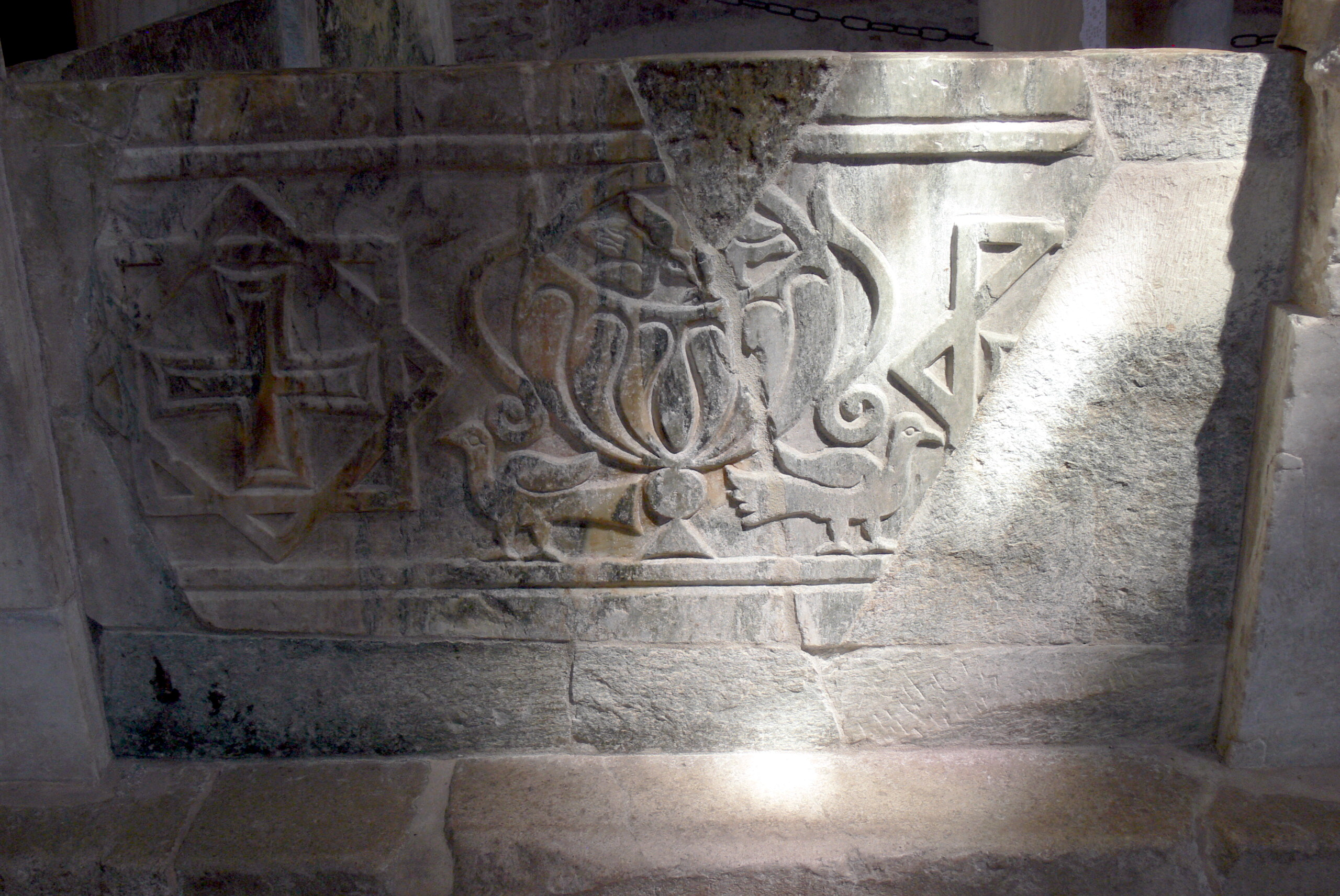
Relief eines Kantharos mit Tauben und griechischem Kreuz in Santa Maria delle Grazie, Grado, Teil einer Chorschranke des 6. Jahrhunderts

452 zerstörten die Hunnen unter Attila Aquileia, was die Stadt, seit Diokletian Provinzhauptstadt, beinahe auslöschte, so die lange gängige Annahme. Ab der Mitte des 5. Jahrhunderts liegen zwar in der Lagune keine Nachweise auf Siedlungen mehr vor, doch ließ sich zeigen, dass Aquileia sehr wohl fortbestand. Die zeitlich nächste Quelle, das Ms. n. 202 der Dombibliothek Merseburg aus der 2. Hälfte des 5. Jahrhunderts (eine Abschrift aus dem 11. Jahrhundert), erwähnt zwar Belagerung und Eroberung, nennt aber keine Zerstörung. Erst die Fasti Consolari Ravennati behaupten diese Zerstörung erstmals: „Aquileia fracta est“. Dann wieder nennt Cassiodor in einem Brief von 536/537 immer noch staatliche Speicher, Horrea, in Aquileia. Archäologisch lassen sich zwar Spuren eines Stadtbrandes Mitte des 5. Jahrhunderts belegen, aber auch eine Reihe von Baumaßnahmen danach. Cividale, von dem man annahm, es sei nun zur Provinzhauptstadt avanciert, und das tatsächlich schnell wuchs, übernahm sicher die Verteidigung der Alpen, was auch die Umsiedlung von Speichern für die Armee bedeutete.
Grado seinerseits übernahm nunmehr eine starke wirtschaftliche Rolle und wuchs ebenfalls. Dort entstand in der zweiten Hälfte des 6. Jahrhunderts ein castrum. Dabei wurden die großen römischen Schiffe, die Häfen und Ladestellen brauchten, durch kleinere Einheiten ersetzt.
Darüber hinaus spürte Aquileia schon seit dem frühen 5. Jahrhundert, seit der Umsiedlung des Kaiserhofes von Mailand nach Ravenna, die Konkurrenz von Classe, das zum Haupthafen aufstieg. Auch verdrängte Ravenna nun Aquileia aus seinen traditionellen Handelskontakten mit Wein und Öl aus Istrien. Mit den Ostgoten erlebte die Stadt einen neuen Aufstieg, denn deren Eroberungen im Norden reaktivierten die alten Handelskontakte. Der Niedergang Aquileias begann demnach erst mit den Langobarden. Als unter Justinian I. der lange Krieg gegen das Ostgotenreich geführt wurde, erlangte Grado eine erhebliche Rolle als Flottenstützpunkt. Dort wurden auch persische Truppen angesiedelt, wohl einstige Gefangene aus den Kämpfen gegen das Perserreich – unter einem Armenier bei Verona kämpfend zuerst als persoiustiniani bezeichnet. In der Gradenser Sant-Eufemia-Kirche belegt ein Inschriftenfragment ihre Anwesenheit. Sie lautet: „[Io]hannis [mil]es de nu[me]ro equit[um] [pe]rsoiustiniani votum solvit.“ Dies verweist auf persische Truppenreste, die nach dem Vormarsch der Langobarden in Grado angesiedelt wurden. Nach Prokop handelte es sich dabei um die hohe Zahl von 800 Männern.
Der besagte Canale Anfora wurde mindestens vom 1. bis zum 3. Jahrhundert für den Schiffsverkehr genutzt; er verlandete bis zum 4. Jahrhundert vollständig, so dass dort Agrarland entstand. Es handelte sich für die Lagune um die zentrale Wasserstraße und den Anschluss an den mediterranen Handel, für das Hinterland um den zentralen Handelsweg nach Aquileia.
Unter den zahlreichen Artefakten aus römischer Zeit ragen mit etwa 3000 Fragmenten die Amphoren heraus. Dabei zeigte sich, dass der ganz überwiegende Teil der Handelsgüter, die auf dem Kanal transportiert wurden und damit die Lagune querten, aus dem östlichen Mittelmeer stammte. Italische Amphoren stellten beinahe die Hälfte der Artefakte, fast ein Drittel stammte aus dem Osten. 13,7 % der Amphoren kamen aus Africa, nur 6,7 % aus Iberien. Allerdings stieg der Anteil der Amphoren aus Africa in der letzten der drei Phasen, in denen der Kanal bestand, auf 36 % und überflügelte damit sogar den Anteil der italischen Waren (32 %). Zugleich machte Wein aus Italien und Istrien durchgängig fast die Hälfte der Einfuhren aus, jedoch stieg der Anteil des Weines aus der Romagna stark an. Fast ebenso stark vertreten war Olivenöl, wieder vorrangig aus Istrien; dieses Öl scheint die Zufuhr afrikanischen Öles geradezu verhindert zu haben. Der Handel mit Nordafrika zwischen Mauretanien und Tripolitanien war gleichfalls sehr intensiv, allerdings eher mit Wein. Im 5. und 6. Jahrhundert wirkte sich die Verdrängung Aquileias durch Ravenna auch hier aus.

### Patriarchat Grado (ab 568), Inanspruchnahme durch Venedig (bis 1797)

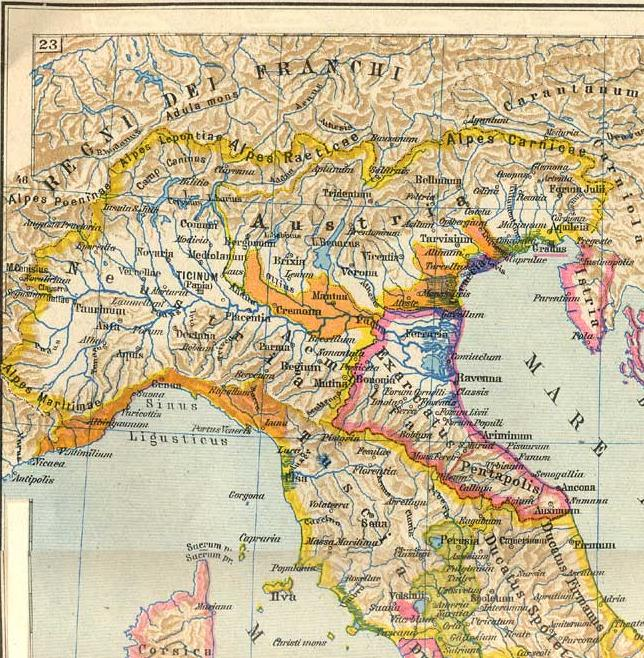
Langobardische und byzantinische Gebiete vor 603

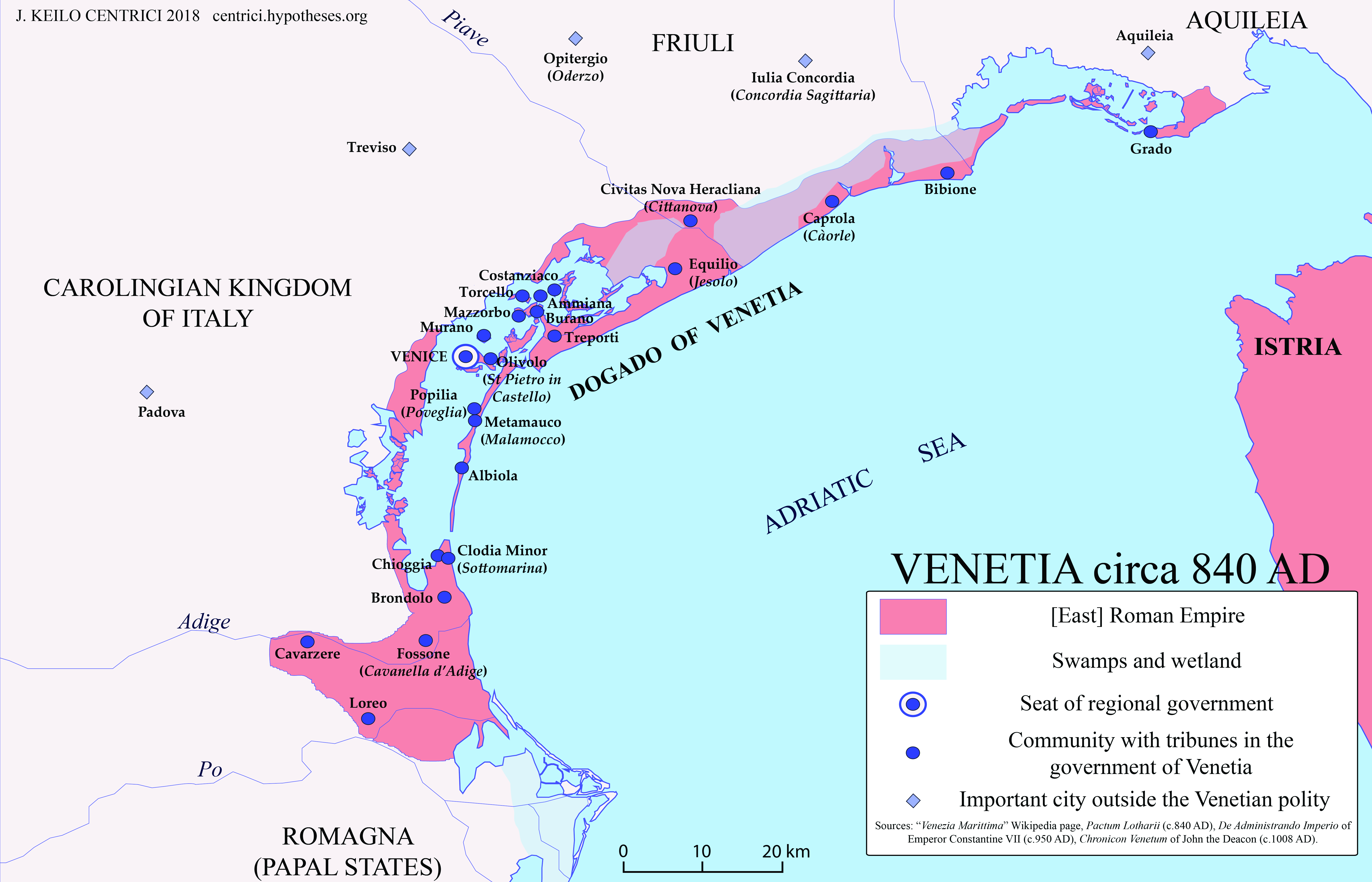
Das venezianische Lagunensystem mit den politischen Grenzen im Jahr 840

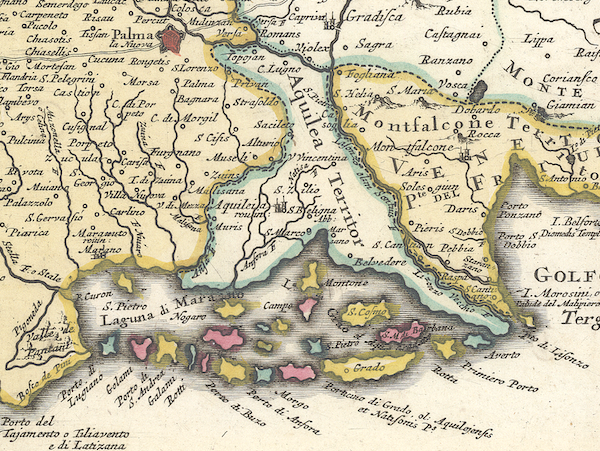
Ausschnitt aus einer Karte Nordostitaliens mit den Lagunen von Grado und Marano, Carel Allard (1648–1709)

Undeutlich bleibt die Rolle der Lagune während der frühen Herrschaft der Langobarden, die ab 568 nach Italien zogen und große Teile des Landes gegen zähen oströmischen Widerstand eroberten. Der Überlieferung nach floh Paulus, der oberste Kirchenführer im Nordosten Italiens und auf der Halbinsel Istrien, aus seiner Residenzstadt Aquileia vor den herandrängenden Langobarden auf die sicherere Insel Grado, während sein Domkapitel am alten Amtssitz verblieb. Diese räumliche Trennung und die Versöhnung des in Grado ansässigen Patriarchen mit dem Papst im Jahr 699 wurden zu wesentlichen Voraussetzungen für die Aufteilung des Patriarchats. So entstand ein in Grado ansässiges Patriarchat (Aquileia Nova) neben dem nahe gelegenen verbliebenen Patriarchat Aquileia. Allerdings wurde die Inselstadt um 663 von Langobarden unter Führung des Herzogs Lupus von Friaul geplündert, der Kirchenschatz geraubt.
Emmanuele Antonio Cicogna, ansonsten exzellenter Kenner der Quellen Venedigs, glaubte, der angebliche zweite Doge von Venedig, Marcello Tegalliano, habe im frühen 8. Jahrhundert mit einigen Booten die Inseln Centenaria und Mossone in der Lagune von Grado erobert, wobei er dabei im Kampf gegen die Langobarden verletzt worden sei. Er sei sogar von den ‚Älteren‘ auf eine Stufe mit Numa (Numa Pompilius) gestellt worden, da er die Freiheit Venedigs gegen die Ansprüche der Langobarden verteidigt habe.
Mit dem Auftreten der Franken, denen es unter Karl dem Großen gelang, das Langobardenreich zu erobern, geriet Grado in den Konflikt der beiden Großreiche der Franken und der Byzantiner. In dessen Verlauf waren 785 die Händler Venedigs aus der Pentapolis vertrieben worden, was wiederum vom Patriarchen von Grado betrieben worden war.
Der Doge Johannes fasste den Plan, sich an Grado für diesen Akt, der Venedigs Handel in der Adria dauerhaft geschädigt hatte, zu rächen. Schon sein Vater hatte das Bistum Olivolo – heute im Osten von Venedigs historischem Zentrum gelegen – von Grado abgespalten. Grado war wiederum Teil des Frankenreiches, womit Olivolo ebenfalls zum Konfliktherd werden konnte. Diese Abspaltung führte tatsächlich zu heftigen Auseinandersetzungen mit einem weiteren Johannes, dem Patriarchen von Grado, der seine Rechte verletzt sah. Die Feindschaft zwischen dem Dogen Johannes und dem gleichnamigen Patriarchen eskalierte 802, als der Doge seinen Sohn Mauritius anwies, an der Spitze einer Flotte eine Strafexpedition durchzuführen. Grado wurde zerstört, der gefangene Patriarch von einem „sehr hohen Turm“ (‚altissima turre‘) gestürzt. Um 821 ließ der Doge Agnellus, nach einem Jahrzehnt der Auseinandersetzungen, den nachfolgenden Patriarchen von Grado entfernen, der als Frankenfreund galt.
Daran schlossen sich überaus lange Kämpfe an, in denen der Patriarch von Aquileia versuchte, seine Obödienz über Grado durchzusetzen, während Venedig dieses tiefe Eingreifen in sein Herrschaftsgebiet fürchtete, denn zu Grado gehörte neben Olivolo auch eine Reihe von Bistümern auf Istrien. Grado wurde beinahe mit Venedig identisch, nachdem die Bistümer auf Istrien 827 wieder Aquileia unterstellt worden waren. Die Grenzen des Patriarchats Aquileia wurden 811 von Karl dem Großen festgelegt. Zwar war die Lagune von Grado, aus dem Blickwinkel Venedigs gesehen, recht abgelegen, doch eignete sie sich in jedem Falle als sicherer Verbannungsort, wie etwa 836 gegen den Dogen Johannes Particiaco, oder als Grablege, wie 887 für den ersten Petrus Candianus.
Doch im 9. Jahrhundert gefährdeten slawische und sarazenische Gruppen die Lagune. Gegen die Kroaten unterlag Venedig 872 in einer Seeschlacht bei Salvore (Savudrija) vor Istrien. Einer ihrer Führer griff 876 eine Reihe von Städten auf Istrien an, um sich dann gegen Grado zu wenden. Doch diesmal gelang den Venezianern ein Sieg. 875 konnten sich die Bewohner von Grado gegen einen Angriff über See durch Sarazenen verteidigen, einen Angriff auf die Stadt selbst wehrte eine venezianische Flotte ab, ohne dass es zum Kampf kam. Im Gegensatz zu den Städten rund um die Lagune von Venedig wurde Grado von den Angriffen der Ungarn, die um 899 in Italien standen, verschont.
Zugleich spitzten sich die Kämpfe um die kirchliche Organisation, in deren Mittelpunkt Grado stand, weiter zu. Unter dem Dogen Ursus Particiaco entstanden neue Bistümer, womit der Kanon der sechs Diözesen der Kirchenprovinz Grado dauerhaft festgelegt wurde. Diese Bistümer waren Caorle, Heracleia, Iesolo, Metamaucum, Olivolo und Torcello. Doch der Versuch der staatlichen Macht, sich die kirchliche Sphäre unterzuordnen, führte bald zu erneuten Auseinandersetzungen. Dies erwies sich vor allem 874, als Petrus, der gerade gewählte Patriarch von Grado, das Amt nicht nur ablehnte, sondern ins Königreich Italien floh. Als der Doge wahrnahm, dass der Patriarch seinen Kandidaten für die Wahl zum Bischof von Torcello ablehnte, und diesem sogar mit der Exkommunikation drohte, zwang der Doge ihn zur Flucht. Trotz mehrfacher Intervention durch Papst Johannes VIII. zwang Ursus den Patriarchen Petrus mitsamt seinen von ihm eingesetzten Bischöfen zum Rücktritt. Damit gelang dem Dogen eine fundamentale Wende im Verhältnis zum Patriarchat, auch wenn Petrus am Ende zurückkehren durfte. 880 kam es mit dem Patriarchen von Aquileia zu einem Vertrag. Darin sagte der Patriarch ein Ende der Feindseligkeiten von Seiten Grados zu, dazu den Verzicht auf alle Ansprüche auf die abhängigen Kirchen und ihre Besitztümer. Die längerfristige Folge war, dass der Doge bis ins 11. Jahrhundert die Kandidaten für Bischofs-, Abt- und Äbtissinnenämter vorschlug und an der Wahl teilnahm, sowie die weltliche Gerichtsbarkeit über den hohen Klerus ausübte.
Seinen Anspruch auf die Lagune und vor allem Grado setzte Venedig mit einer Vielzahl von Mitteln durch, darunter einer Blockade. So verhängte der Doge zur Unterstützung des Patriarchen von Grado im Jahr 944 eine Seeblockade. Grado kontrollierte den Zugang zum Hinterland über den Natissa, der jedoch vom Patriarchen von Aquileia beherrscht wurde. Schon früher war es hier zu Konflikten gekommen. So war am 13. Januar 880 eine solche Auseinandersetzung zwischen dem Dogen Ursus und dem Patriarchen Walpertus durch eine vertragliche Abmachung beendet worden.
Ein weiterer Konfliktherd war die Nutzung der Wälder im Friaul durch die Gradenser, die schon zu Zeiten Lothars I. geregelt worden war. Es kam zur „magna discordia“, zur ‚großen Zwietracht‘, als Bewaffnete in Grado einen Streit provozierten. Dabei trat Marinus, der Patriarch von Grado, als Vermittler auf. Er brachte den Dogen dazu, ‚Frieden und Freundschaft‘ wiederherzustellen. Mit der promissionis carta vom 13. März 944 erkannte der Patriarch von Aquileia, sein gesamter Klerus und sein ‚Volk‘ alle Stipulationen an, die das Verhältnis zwischen Königreich und Dukat regelten, besonders aber, keinerlei Gewaltakte auf dem Gebiet des Dukats zu verüben, sondern im Gegenteil Gewaltakte anderer dem Dogen mitzuteilen. Damit war der weiter expandierende Handel im Norden bis nach Bayern gesichert. Schließlich wurde auf einer römischen Synode, die um die Jahreswende 967 auf 968 tagte, der Patriarchentitel von Grado anerkannt. Die Dogen versuchten dabei zunehmend, eigene Verwandte, bevorzugt die Söhne oder Brüder, auf den Patriarchensitz zu bringen.

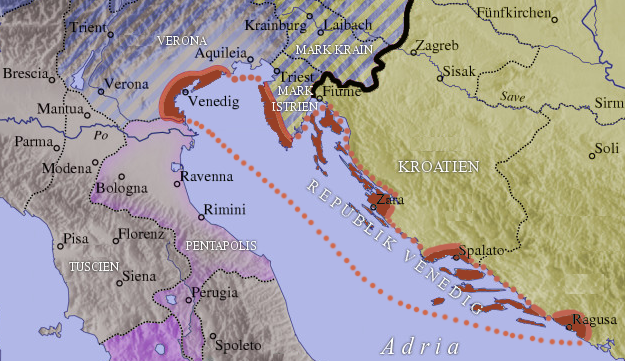
Venedigs Herrschaftsgebiet um 1000

Bei einem Umsturz, wie im Jahr 976, konnte dieses Amt dadurch zu einer ernsten Bedrohung für das inzwischen stabilisierte Regiment Venedigs werden, wenn der Verwandte des Gestürzten sich um Hilfe an das römisch-deutsche Reich wandte. Bei derlei Konflikten zwischen Venedig und dem Reich wurde Grado zu einem bedeutenden Machthebel. Als sich die Beziehungen zum westlichen Kaiserreich abkühlten, unterstützte dieses die Ambitionen des Patriarchen von Aquileia Poppo, der versuchte, Grado wieder zu seinem Suffraganbistum zu machen. Poppo ließ Grado besetzen und plündern. Auf einer von Papst Johannes XIX. 1027 einberufenen Synode war es ihm gelungen, die Vorherrschaft Aquileias über Grado kurzfristig anerkennen zu lassen. Nach der Rückeroberung ließ der Doge die Stadtmauer von Grado durch Eisentore verstärken. Der Gradenser erreichte beim Papst 1044 die endgültige Wiederherstellung des Status quo ante und die Verdammung von Poppos Untaten. Wahrscheinlich 1162 belagerte wiederum ein Patriarch von Aquileia, diesmal Ulrich II. von Treffen, die Inselstadt Grado im Zuge des Streites mit Friedrich Barbarossa. Der Doge ließ sofort alle verfügbaren Schiffe nordwärts fahren. Die Truppen des Patriarchen unterlagen, der Patriarch und einige seiner Gefolgsleute gerieten in Gefangenschaft.
Mit dem Chrysobull des byzantinischen Kaisers von 1082, das den Venezianern im Kaiserreich enorme Handelsvorteile einräumte, profitierte die gesamte obere Adria von dem anwachsenden Warenfluss. Grado selbst war mit Blick auf potentielle Einnahmen aus Landgütern von seiner Umgebung abgeschnitten. Die Großen hatten feudale Bindungen nach Aquileia, nicht nach Grado. Zudem sind nur zwei Schenkungen aus den Jahren 1012 (durch den Dogen Tribuno Memmo) und 1058 (durch einen Kaplan von San Marco) überliefert. 1074 berief der Doge Domenico Silvo eine Versammlung der Prälaten der Lagune ein, offenbar mit dem Zweck, Grado, das als äußerst arm galt, Einnahmen zukommen zu lassen. Vor allem lieferten die geistlichen Institutionen Geld und Getreide, gelegentlich Wein. Allein der Doge gab die enorme Summe von 110.400 Denar (S. 5), die Bischöfe und Äbte gaben pro Jahr 18.000 Denar. Beim Dogen handelte es sich um feste Einnahmen, Landabgaben und jährliche Konzessionen, die sich überwiegend nicht näher quantifizieren lassen. Wie die ausgestellte Urkunde vermerkt, hatte schon der Vorgänger des Dogen, Domenico Contarini, derlei Anstrengungen, ohne großen Erfolg allerdings, unternommen. Mit dem besagten Chrysobull kam deutlich mehr Geld nach Grado, und zwar in Form von Goldmünzen aus Byzanz. Doch auch dies löste, mangels regelmäßigen Zuflusses, die Probleme nicht. Immerhin brachten Bestimmungen aus dem Chrysobull im Zusammenhang mit dem venezianischen Handelsquartier in Konstantinopel, wo Venedig Land erhielt, nun auch regelmäßige Einnahmen. Diese stammten überwiegend aus der Aufsicht über Maße und Gewichte. Nach 1109 erschien kein einziger Brief des Papstes mehr, der, wie sonst lange üblich, die Armut von Grado beklagte. Unter dem Patriarchen Enrico Dandolo (ca. 1134–1184 im Amt) reichten die Ressourcen des Patriarchats aus, als Befürworter der Kirchenreform brachte er Zisterzienser in die Lagune und erhielt bald den Primat über Dalmatien auf. 1156 konnte Dandolo einen Patriarchenpalast in Venedig selbst errichten, nämlich im Kirchspiel San Silvestro.

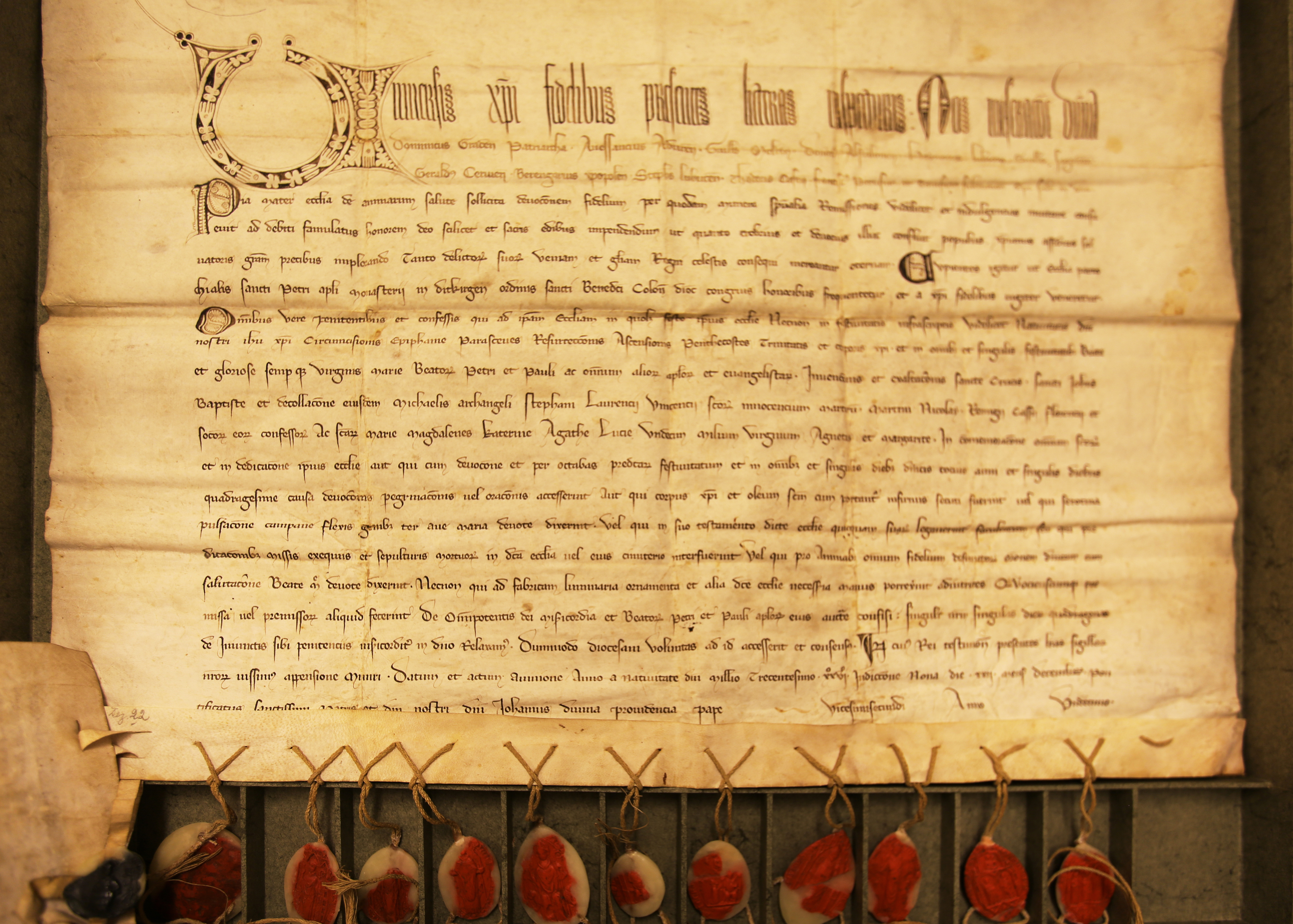
Ablassbrief des Dominicus (1318–1332), Patriarchen von Grado, für Dietkirchen bei Bonn, Urkunde vom Dezember 1326. Dominicus und elf in Avignon versammelte Bischöfe verleihen für andächtigen Besuch der Pfarrkirche zum heiligen Petrus in Dietkirchen an bestimmten Tagen sowie für Beisteuer zur Baukasse, Beleuchtung, Zierrat oder zu den sonstigen Erfordernissen der Kirche einen Ablass von 40 Tagen; Pfarrarchiv St. Johannes Baptist und Petrus (Stiftskirche), Bonn-Zentrum.

Weil die Kirchenämter im Investiturstreit eine wesentliche Rolle spielten, erschlossen sich dem Papst Möglichkeiten der Einmischung, gegen die sich Venedig zur Wehr setzte, indem es also mit Grado zunächst ein von ihm kontrolliertes Patriarchat unterhielt, das es 1451 gänzlich nach Venedig holte. Doch schon im 11. Jahrhundert residierte der Patriarch immer häufiger in Venedig. Noch weiter reichte der Einfluss Grados, als 1157 Papst Hadrian IV. festsetzte, dass ganz Dalmatien zur Obödienz des Patriarchen gehören sollte – schon drei Jahre zuvor waren ihm Arbe und Ossero unterstellt worden. Grado wurde zu einem immer bedeutenderen Hebel zur Errichtung eines venezianischen Kolonialreiches. Welch wesentliche Rolle das Patriarchenamt auch innerhalb des venezianischen Reiches spielte, erwies sich besonders mit dem Patriarchen Enrico Dandolo, der mit der Familie Badoer dagegen opponierte, Schismatiker zu unterstützen, womit Byzanz gemeint war (Kirchenschisma seit 1054). Ihm unterstand das kirchliche Gebiet bis an die Grenzen Ragusas. Der Doge Pietro Polani ließ seine Gegner ins Exil schicken und die Häuser der Dandolo in der venezianischen Gemeinde S. Luca abreißen.
Größere Bedeutung erlangte der Hafen seit längerem als Stützpunkt venezianischer Kriegsflotten bei der Fahrt Richtung Istrien und Kroatien, vor allem während der langwierigen Kämpfe gegen die Narentaner, slawische Piraten in den Augen der Venezianer.
Ab 1420, nachdem es Venedig gelungen war, Aquileia an sich zu bringen, setzte dort ein langer Niedergang ein, an dessen Ende die Stadt 1751 sogar den Status eines Bistums verlor.

### Tourismus, Fischerei, Salzgewinnung

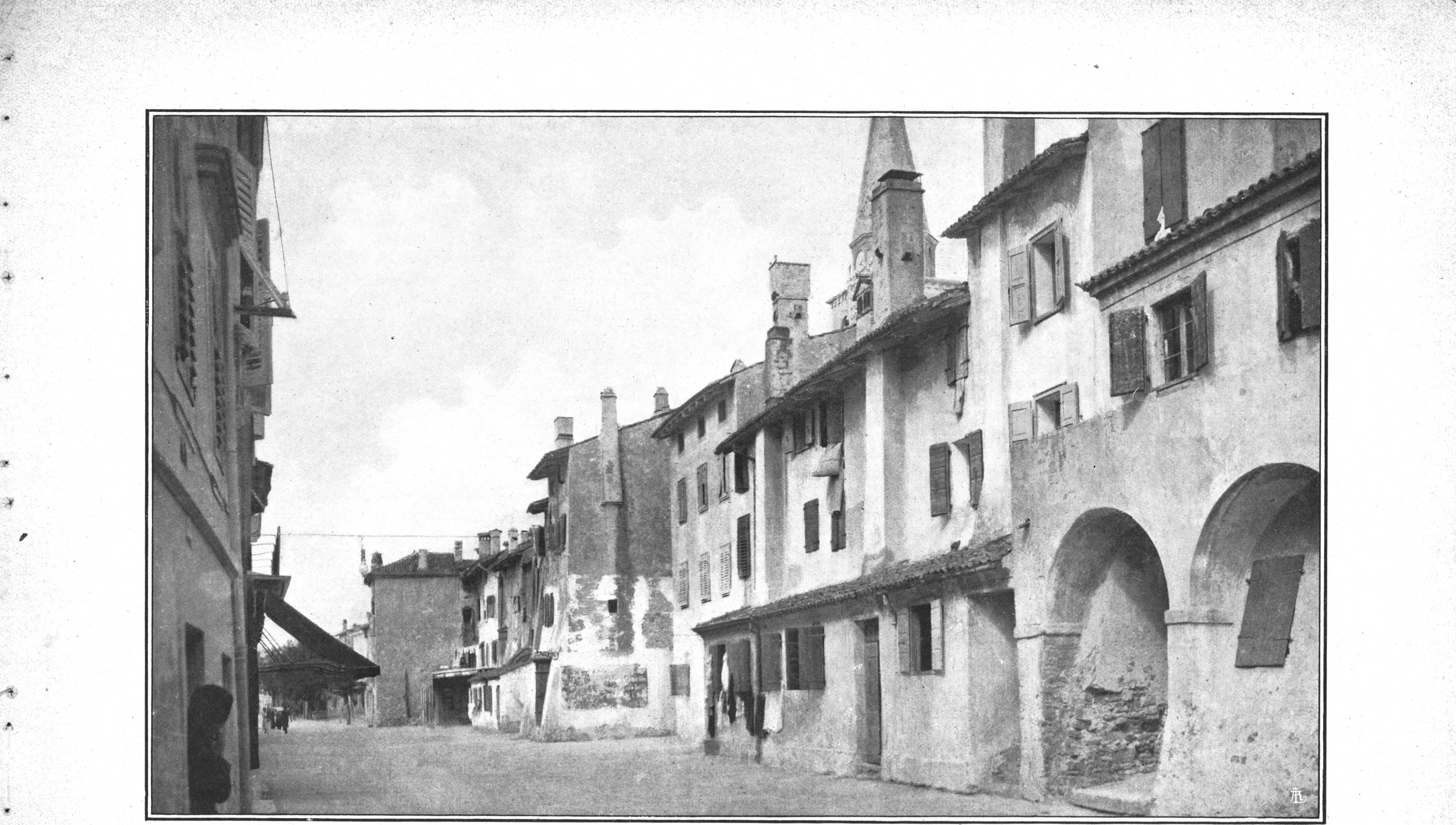
Via Stefania in Grado, fotografiert 1917

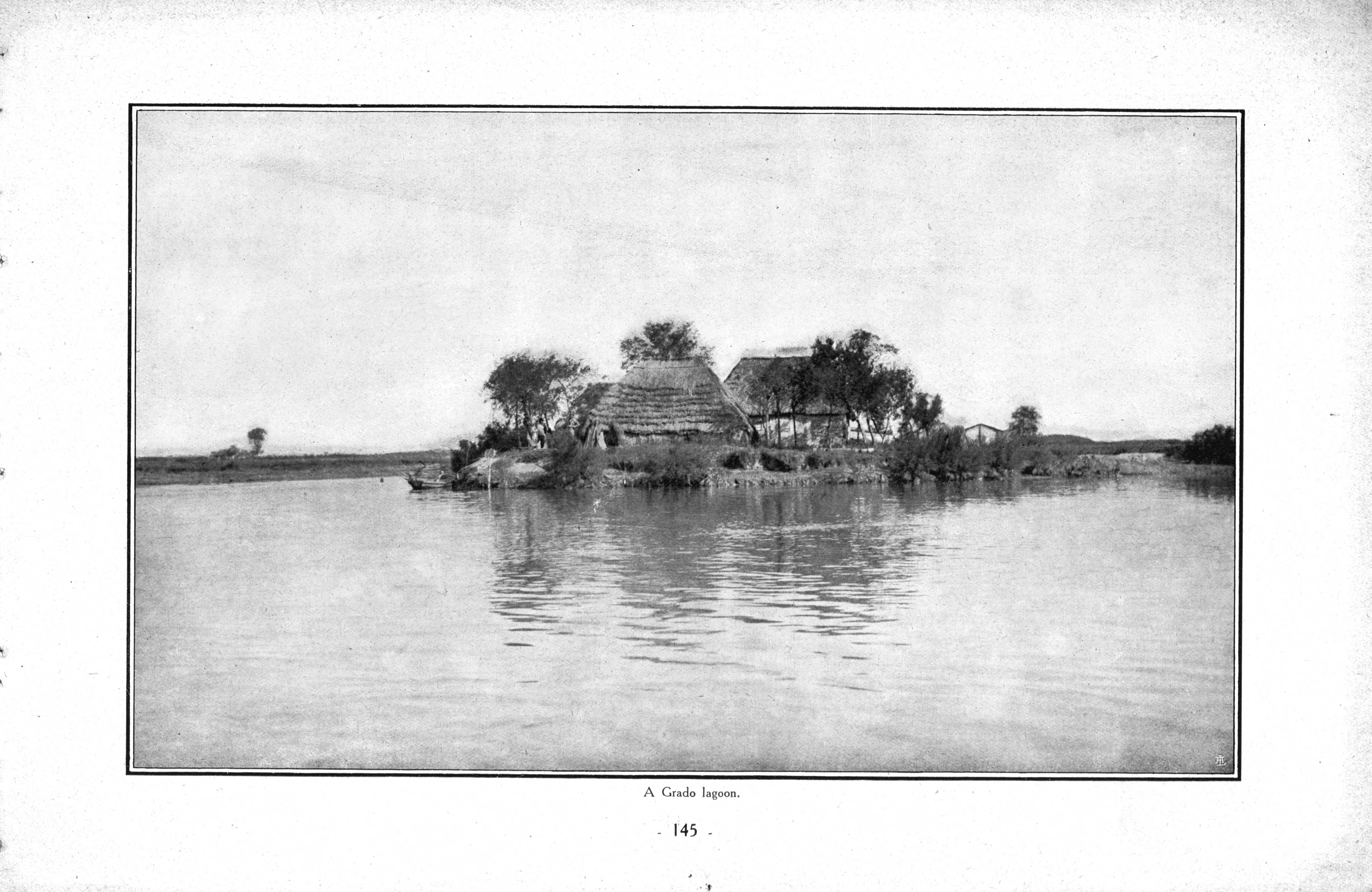
Hütten auf einer Insel in der Lagune, 1917

1875 hatte Grado erst vier Hotels, doch wurde zunehmend in touristische Einrichtungen investiert, woran sich auch österreichische und böhmische Familien, wie die Auchentaller, Oransz, Bauer oder Zipser beteiligten. So wies die Stadt 1914 bereits 35 Hotels auf.
Die Zahl privater Häuser wuchs weniger stark, ihre Zahl stieg von 74 auf mehr als 100 an. Der Anstieg bei den Hotels fand vor allem in den fünf Jahren vor dem Ersten Weltkrieg statt, denn noch 1909 existierten nur 19 Hotels. Zu dieser Zeit zählte man 11.080 Besucher, 1913 waren es bereits 17.790.
Ab 1894 verband die Eisenbahn Monfalcone mit Cervignano, von dort fuhr man mit einer Kutsche nach Belvedere, dann mit dem Boot nach Grado. 1910 wurde eine Direktverbindung nach Belvedere fertiggestellt, eine Brücke entstand erst 1926. Waren anfangs vor allem erkrankte Kinder aus armen Familien zur Erholung dorthin verschickt worden, so wurde aus Grado nun ein mondänes Bad, eines der bekanntesten im Kaiserreich.
Wie in der sehr viel größeren Lagune von Venedig befinden sich auf mehreren Eilanden sogenannte casoni, einfache, zum Teil mit Riet gedeckte Häuser, die die lokalen Fischer erbaut haben.

## Belege
1. ↑  Aldino Bondesan, Paolo Mozzi, Alessandro Fontana: Alluvial megafans in the Venetian–Friulian Plain (north-eastern Italy): evidence of sedimentary and erosive phases during Late Pleistocene and Holocene, in: Quaternary International 189 (2008) 71–90.
2. ↑  Alessandro Acquavita, Ida Floriana Aleffi, Cristina Benci, Nicola Bettoso, Erica Crevatin, Luisella Milani, Francesco Tamberlich, Loredana Toniatti, Pierluigi Barbieri, Sabina Licen, Giorgio Mattassi: Annual characterization of the nutrients and trophic state in a Mediterranean coastal lagoon: The Marano and Grado Lagoon (northern Adriatic Sea), in: Regional Studies in Marine Science 2 (2015) 132–144.
3. ↑  Stefano Covelli, Elisa Petranich, Leonardo Langone, Andrea Emili, Alessandro Acquavita: Historical sedimentary trends of mercury and other trace elements from two saltmarshes of the Marano and Grado lagoon (northern Adriatic Sea), in: Journal of Soils and Sediments 17,7 (2017) 1972–1985.
4. ↑  Alessandro Fontana, Giacomo Vinci, Giovanni Tasca, Paolo Mozzi, Matteo Vacchi, Giorgio Bivie, Sergio Salvador, Sandro Rossato, Fabrizio Antonioli, Alessandra Asioli, M. Bresolin, F. Di Mario, Ilka Hajdas: Lagoonal settlements and relative sea level during Bronze Age in Northern Adriatic: Geoarchaeological evidence and paleogeographic constraints, in: Quaternary International 439 (2017) 17–36 (online, PDF).
5. ↑  Giacomo Vinci: Antichi paesaggi del Friuli protostorico. Popolamento e ambiente nella pianura udinese dell'età del bronzo, Dissertation, Udine 2015, Abschnitt Un caso esemplificativo: il sito di Canale Anfora e la laguna di Grado nell'età del bronzo. S. 111–118, hier: S. 111.
6. ↑  Giacomo Vinci: Antichi paesaggi del Friuli protostorico. Popolamento e ambiente nella pianura udinese dell'età del bronzo, Dissertation, Udine 2015, Abschnitt Un caso esemplificativo: il sito di Canale Anfora e la laguna di Grado nell'età del bronzo, S. 111–118, hier: S. 116.
7. ↑  Mit dem Projekt Beyond the City Walls (BCW): the landscapes of Aquileia wurde der Rahmen der archäologischen Untersuchungen zum einen über die Antike ausgedehnt, zum anderen erfasste das großräumige Projekt neben dem ländlichen Raum um Aquileia auch die Lagune. Dabei werden vor allem Luftbilder und GIS-Daten eingesetzt, um die Dynamik der historischen Landschaft besser zu erfassen (Arianna Traviglia: Integrated Archaeological Investigations for the Study of the Greater Aquileia Area, in: The New Technologies for Aquileia, Macquarie University, 2011 (online, PDF)).
8. ↑  Dario Gaddi: Approdi nella laguna di Grado, in: Claudio Zaccaria (Hrsg.): Strutture portuali e rotte marittime nell' Adriatico di età romana (= Collection de l'École française de Rome, 280), Rom 2001, S. 261–275, hier: S. 261–263.
9. ↑  Massimo Capulli: Ships of Aquileia. Underwater Archaeological Research on Marine and Inland Routes of the Upper Adriatic Sea, in: Skyllis 13 (2013) 18–23 (online, PDF).
10. ↑  Dario Gadda: Approdi nella Laguna di Grado, in: Antichità Altoadriatiche (2001) 261–275 (online, PDF).
11. ↑  Gian Pietro Brogiolo, Aurora Cagnana: Nuove ricerche sull’origine di Grado, in: Gian Pietro Brogiolo, Paolo Delogu (Hrsg.): L’Adriatico dalla tarda Antichità all’alto Medioevo, Atti del Convegno di Studio (Brescia, 11-13 ottobre 2001), All’Insegna del Giglio, Florenz 2005, S. 79–108.
12. ↑  Yuri A. Marano: Dopo Attila. Urbanesimo e storia ad Aquileia tra V e VI secolo dC., in: Jacopo Bonetto, Monica Salvadori (Hrsg.): L’Architettura privata ad Aquileia in età romana. Atti del convegno di studio (Padova, 21–233 Febbraio 2011), Padova University Press, Padua 2012, S. 571–589, hier: S. 583 (online, PDF).
13. ↑  Yuri A. Marano: Dopo Attila. Urbanesimo e storia ad Aquileia tra V e VI secolo dC., in: Jacopo Bonetto, Monica Salvadori (Hrsg.): L’Architettura privata ad Aquileia in età romana. Atti del convegno di studio (Padova, 21–233 Febbraio 2011), Padova University Press, Padua 2012, S. 571–589 (online, PDF).
14. ↑  Zitiert nach Giorgio Ravegnani: Venezia bizantina, in: Atti del convegno internazionale Greci e Veneti. Sulle tracce di una vicenda comune: Treviso Casa dei Carraresi 6 ottobre 2006, Fondazione Cassamarca, Treviso 2006, S. 247. Die dortigen Inschriften finden sich nebst genauer Lokalisierung auf der Seite des Sonderforschungsbereichs Materiale Textkulturen. Materialität und Präsenz des Geschriebenen in non-typographischen Gesellschaften, Abschnitt GRADO: BASILIKA SANT'EUFEMIA.
15. ↑  Nicola Bergamo: Venezia bizantina, Helvetia, Spinea 2018, S. 35 f.
16. ↑  Rita Auriemma, Valentina Degrassi, Dario Gaddi, Paola Maggi: Canale Anfora: Uno spaccato sulle importazioni di alimenti ad Aquileia tra I e III secolo d.c., in: Giuseppe Cuscito (Hrsg.): L'alimentazione nell'antichità, Triest 2016, S. 379–404, hier: S. 380.
17. ↑  Karl Bertau: Schrift – Macht – Heiligkeit in den Literaturen des jüdisch-christlich-muslimischen Mittelalters, Walter de Gruyter, 2005, S. 173.
18. ↑  Historia Langobardorum V, 17.
19. ↑  Emmanuele Antonio Cicogna: Storia dei Dogi di Venezia, Bd. 1, Venedig 1867, o. S. (Digitalisat).
20. ↑  Nicola Bergamo: Venezia bizantina, Helvetia editrice, Spinea 2018, S. 134.
21. ↑  Kurt Heller: Venedig. Recht, Kultur und Leben in der Republik 697-1797, Böhlau, Wien/Köln/Weimar 1999, S. 663.
22. ↑  Carlo Guido Mor: L'età feudale, Bd. I, Mailand 1952, S. 222 und Roberto Cessi: Politica, economia e religione, in: Storia di Venezia, Bd. II, Venedig 1958, S. 206.
23. ↑  John Mark Nicovich: The poverty of the Patriarchate of Grado and the Byzantine-Venetian Treaty of1082, in: Mediterranean Historical Review 24 (2009) 1–16 (academia.edu).
24. ↑  Annunziata Berrino: Storia del turismo, FrancoAngeli, Neapel 2016, S. 86–88.

Koordinaten: 45° 42′ 28,2″ N, 13° 21′ 6,05″ O